# Antonina Skorobogatchenko
Antonina Vitalyevna Skorobogatchenko (russo:  Антонина Витальевна Скоробогатченко; IPA: [ɐntɐˈnʲinə skərəbɐˈɡatɕːɪnkə]; Volgograd, 14 de fevereiro de 1999) é uma handebolista profissional russa, medalhista olímpica.

## Carreira
Skorobogatchenko conquistou a medalha de prata com a equipe do Comitê Olímpico Russo nos Jogos Olímpicos de Verão de 2020 em Tóquio, após confronto contra a Seleção Francesa de Handebol Feminino na final.